# Altai-Maral
Der Altai-Maral (Cervus canadensis sibiricus) ist eine Unterart des Wapitis aus der Familie der Hirsche (Cervidae). Er ähnelt stark den amerikanischen und anderen nordostasiatischen Wapitis, wie dem Tianshan-Wapiti (Cervus canadensis songaricus), die möglicherweise alle einer einzigen Unterart (Cervus canadiensis canadiensis) zuzuordnen sind.
Weitere asiatische Hirsche, die den Wapitis zugerechnet werden, sich aber genetisch von Altai-Maralen und Amerikanischen Wapitis unterscheiden, sind die Südasiatischen Wapitis und die Isubrahirsche (Cervus canadensis xanthopygus).
Aufgrund des Namens ist er leicht mit dem Kaukasusmaral (Cervus elaphus maral) aus Kleinasien zu verwechseln. Dieser ist im Gegensatz dazu eine Unterart des Rothirsches. Die Grenze zwischen Wapitis und gewöhnlichen Rothirschen – die früher zu einer Art zusammengefasst wurden, heute jedoch als zwei getrennte Arten betrachtet werden – verläuft in Zentralasien südlich des Tianshan-Gebirges und der Gobi. Nordöstlich dieser Linie leben die Wapitis.

## Verbreitung

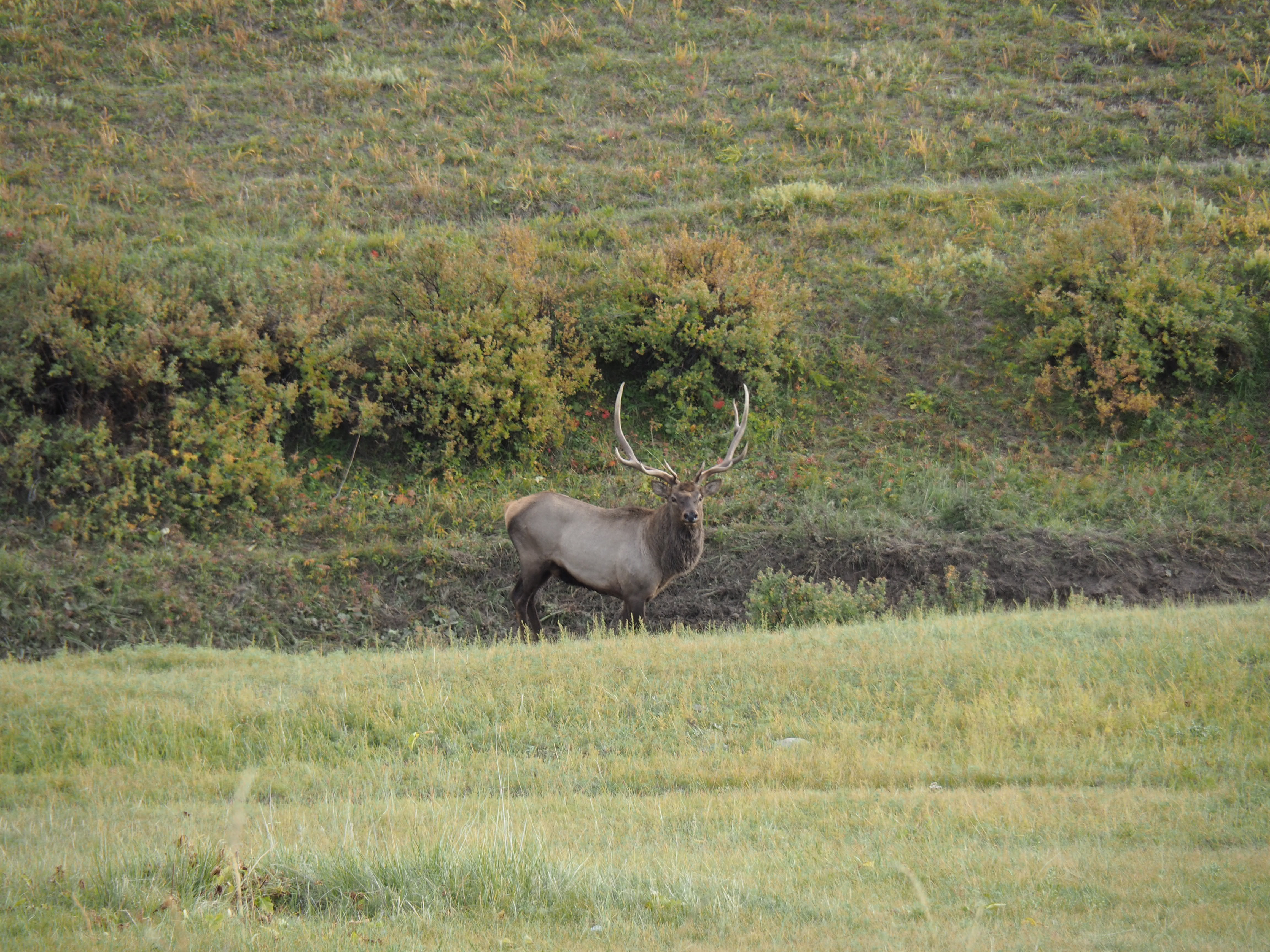
Altai-Maral im Hustai-Nationalpark (Mongolei)

Der Altai-Maral, der auch sibirischer Wapiti genannt wird, bewohnt das Altai- und Sajangebirge, die nordwestliche Mongolei sowie die Gebiete westlich des Baikalsees. Im Südwesten löst ihn der sehr ähnliche Tianshan-Wapiti aus dem Tianshan- und Alatau-Gebiet ab. Gelegentlich werden Altai-Maral und Tianshan-Wapiti zu einer einzigen Unterart (Cervus canadensis songaricus) vereinigt.
Im Osten schließt sich das Verbreitungsgebiet des kleineren Isubrahirsches an, der die Amurregion, die Ostmongolei, Nordkorea und Nordchina bewohnt.
Die Zahl der Altai-Marale in Russland und der Mongolei wird auf etwa 300.000 Tiere geschätzt.

## Merkmale
Altai-Marale und Tianshan-Wapitis sehen den amerikanischen Wapitis ähnlich und stehen auch in der Körpergröße diesen nicht nach. Die Schulterhöhe ausgewachsener männlicher Tiere beträgt bis zu 155 cm, das Körpergewicht bis zu 300 kg. Die Kühe sind wesentlich kleiner. Die Kälber sind größer als die anderer altweltlicher Rothirsche und wiegen in der ersten Woche nach der Geburt etwa 11 bis 22 kg.
Im Sommer sind beide Geschlechter recht ähnlich gefärbt und einfarbig zimtbraun. Im Winter sind die Bullen an den Seiten gräulich braungelb, am Hals, Bauch, und den Schultern dunkler zimtbraun. Die Kühe sind in der kalten Jahreszeit einheitlicher graubraun gefärbt. Der große Spiegel (helle Fellfärbung am Hinterteil) variiert in der Färbung von dumpf-rostfarben bis heugelb und erstreckt sich bis zur Kruppe.
Das Geweih, das nur Männchen tragen, ist sehr groß, kronenlos und endet in sechs bis sieben Enden. An der ersten Verzweigungsstelle biegt die Hauptstange scharf nach hinten ab. Kopf und Maul sind ziemlich breit. Der Brunftruf entspricht dem hohen Schrei amerikanischer Wapitis und nicht dem Röhren europäischer Rothirsche.